# (20448) 1999 JM96
A (20448) 1999 JM96 a Naprendszer kisbolygóövében található aszteroida. A LINEAR projekt keretében fedezték fel 1999. május 12-én.